# Volume 2 - Rituals of Life
Volume 2 - Rituals of Life è un album di Katzuma.org, pubblicato nel 2008.

## Tracce
1. Bust a Loose feat. Sean - 3:42
2. My Kind of Trust - 2:47
3. With Time - 3:59
4. Groovin with My Good Eye Closed - 5:34
5. Rituals of Life/Take the Evil Spirits Away - 4:11
6. Keep It in the Family - 4:18
7. Boogie to This - 3:04
8. Let's Do It in the Hay feat. Neffa - 4:00
9. Dogs of War - 2:17
10. Getting Thru Your Own Thing - 5:03